# Ononis rotundifolia
Espèce
Ononis rotundifolia, la Bugrane à feuilles rondes, est une espèce de plantes à fleurs de la famille des Fabaceae, formant de petits buissons. On la trouve en Europe (Autriche, Suisse, Italie, France et Espagne, principalement dans les Alpes, les Cévennes et les Pyrénées).

## Synonymes
- Anonis rotundifolia (L.) Lam., Fl. Fr. 2: 612 (1779)
- Natrix rotundifolia (L.) Moench, Meth. 158 (1794)
- Ononis glandulifera Weinm., Cat. Hort. Dorpat. 107 (1810)
- Ononis latifolia Asso, Syn. Stirp. Arag. Mant, t. 11, f. 1 (1781)
- Ononis rotundifolia var. orbiculata Rouy, Fl. Fr., 4: 253 (1897)
- Ononis rotundifolia var. articulata DC., Prodr., 2: 161 (1825)
- Ononis tribracteata DC., Fl. Fr. Suppl.: 553 (1805)
- Ononis tribracteolata Link, Handb., 2: 157 (1831)